# Список умерших в 1272 году

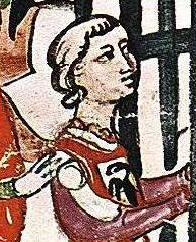
Энцо

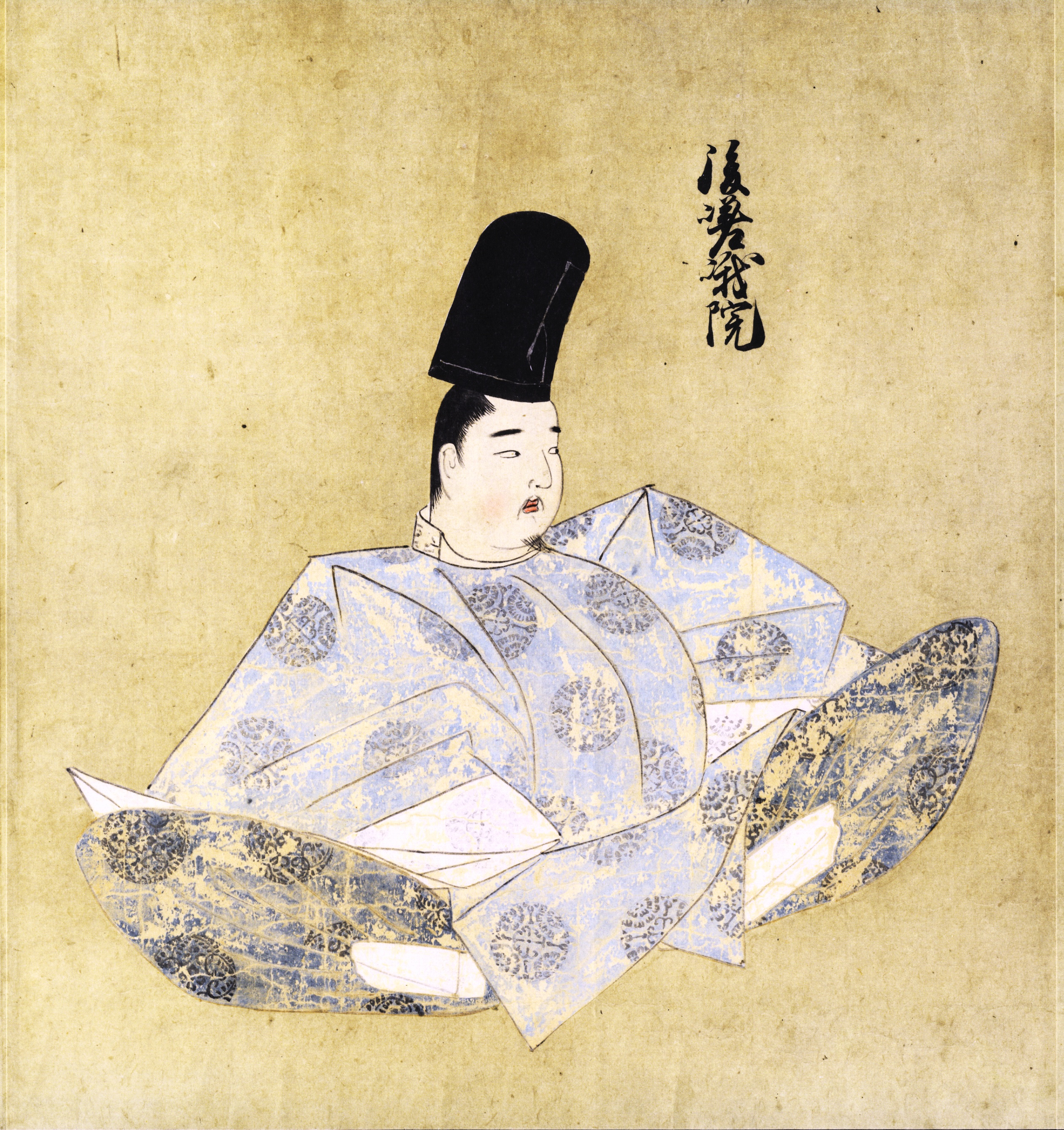
Император Го-Сага

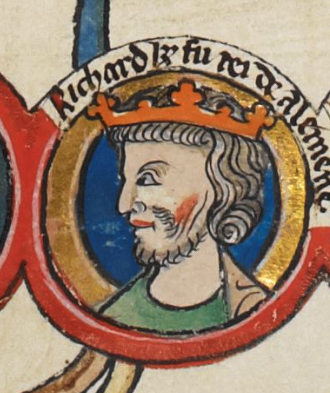
Ричард Корнуоллский

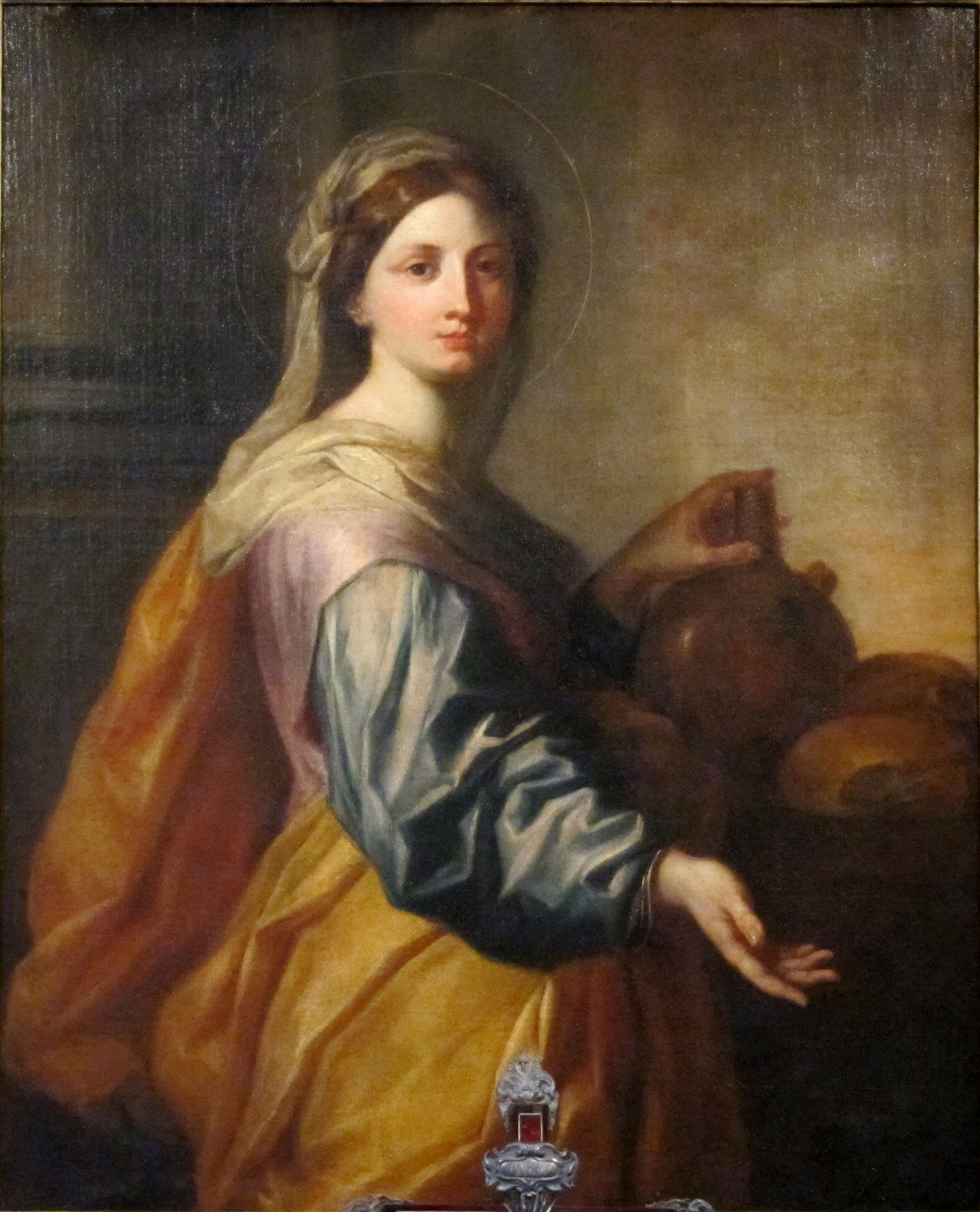
Зита

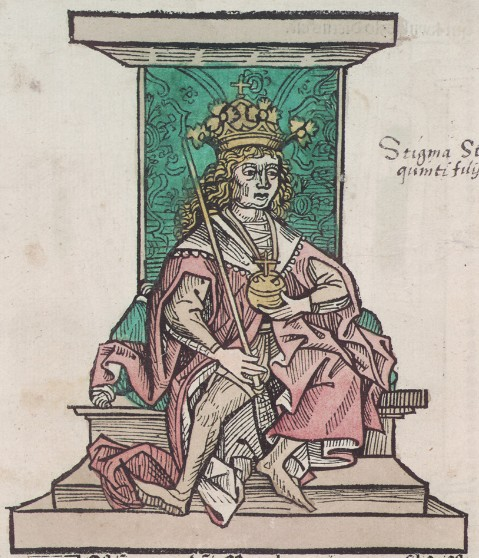
Иштван V

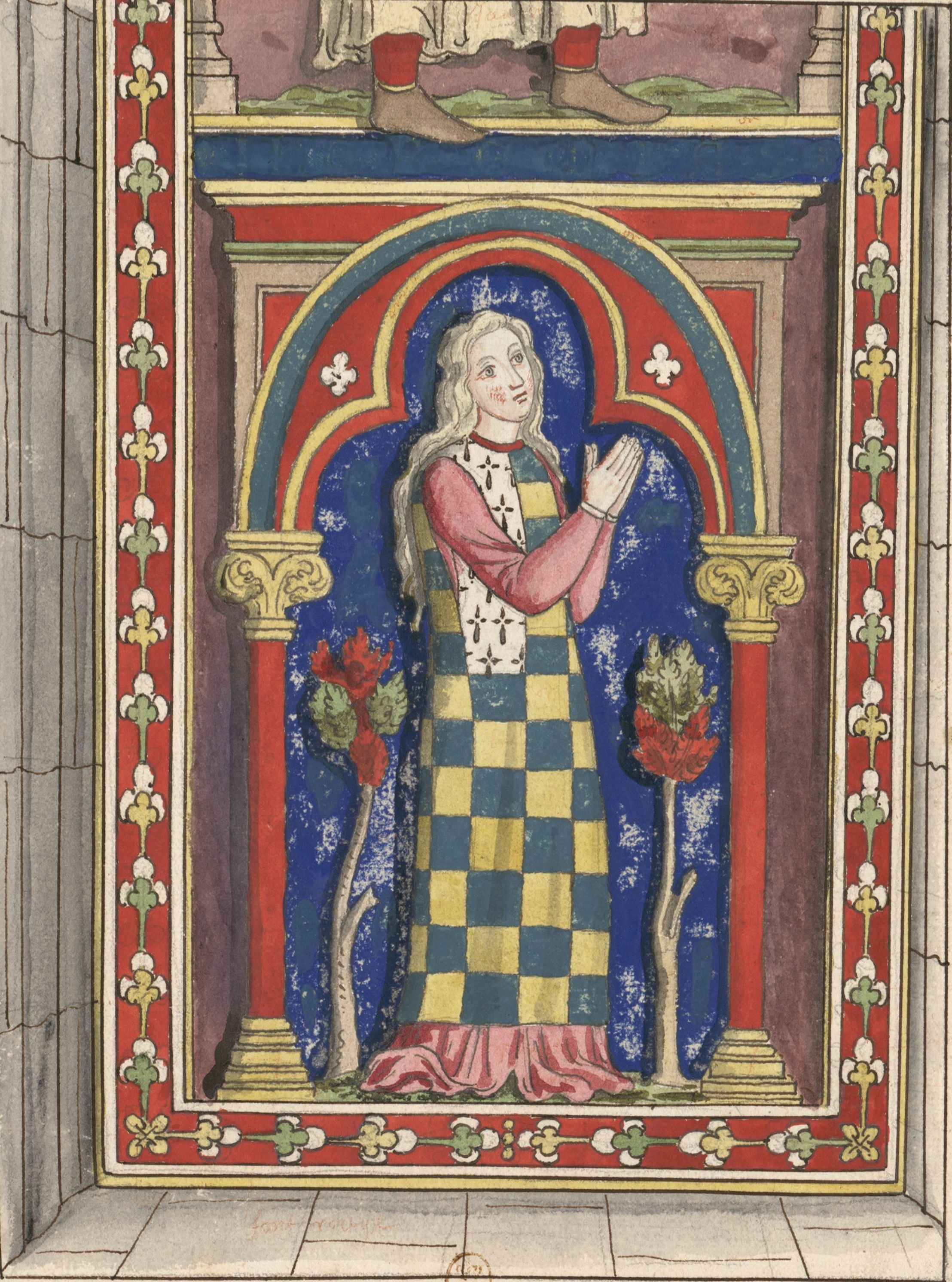
Иоланда Бретонская

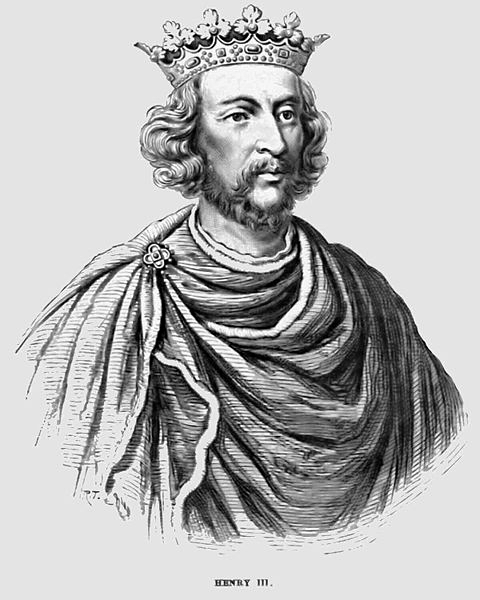
Генрих III

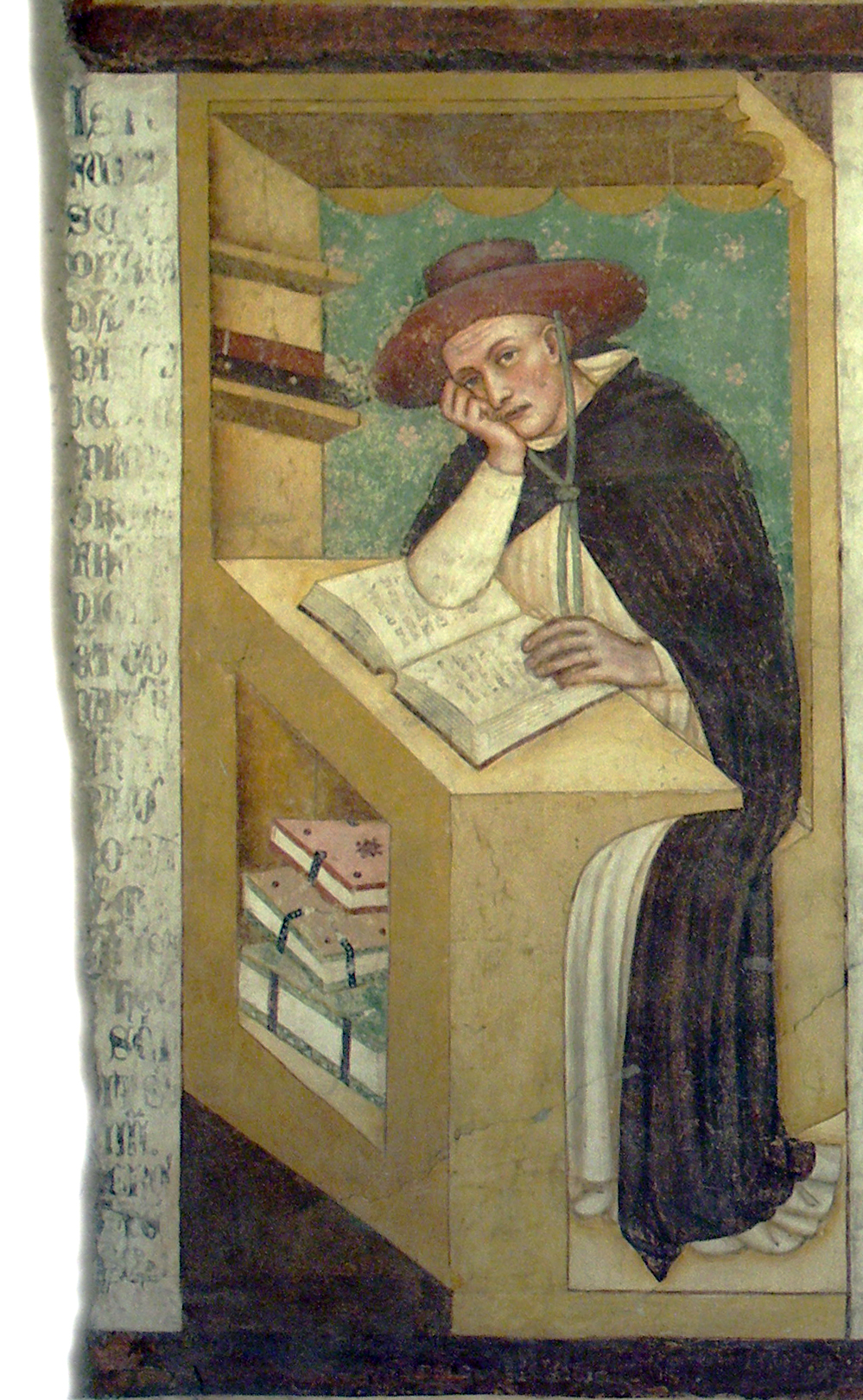
Аннибалдо Аннибальди

В этой статье представлен список известных людей, умерших в 1272 году.
См. также: Категория:Умершие в 1272 году

## Январь
- 6 января — Альфонсо де Молина — инфант Леона и Кстилии, сын Альфонсо IX
- 18 января — Генрих фон Лейнинген[нем.] — епископ Вюрцбурга (1254—1255), князь-епископ Шпайера (1245—1272)

## Март
- 11 марта — Энцо — сын Фридриха II, титулярный король Сардинии и Корсики (1238—1272), поэт. умер в заточении
- 17 марта — Го-Сага (51) — император Японии (1242—1246).
- 18 марта — Фицалан, Джон, 7-й граф Арундел (26) — граф Арундел (1267—1272).
- 29 марта — Гумберт де Вилетт[фр.] — епископ Аосты (1266—1272)

## Апрель
- 2 апреля — Ричард Корнуоллский (63) — граф Корнуолл (1227—1272), король Германии (1257—1272).
- 16 апреля — Ричард де Инверкейтинг[англ.] — епископ Данкелда (1250/2-1272)
- 27 апреля — Зита — святая римско-католической церкви, почитается покровительницей горничных и домашней прислуги..

## Май
- 15 мая — Томас де Кантимпре — средневековый католический писатель-теолог.
- 20 мая — Гай Бургундский — Кардинал-священник Сан-Лоренцо-ин-Лучина (1262—1272)
- 27 мая — Эрик I — герцог Шлезвига (1260—1272)

## Июнь
- 6 июня — Ратибор — князь Бялогардский (1233—1262), передал княжество Тевтонскому ордену

## Июль
- Готье д'Эспиналь[англ.] — французский трувер и композитор

## Август
- 6 августа  — Иштван V — король Венгрии и Хорватии (1270—1272), герцог Штирии (1258—1260)
- 11 августа — Герхард фон дер Марк[нем.] — епископ Мюнстера (1261—1272
- 29 августа — Генри де Перси, 7-й барон Перси — барон Перси (1245—1272)

## Сентябрь
- 2 сентября — Фудзивара но Санеко[англ.] — императрица-консорт Японии (1261—1272), жена Императора Камэяма
- 16 сентября — Ярослав Ярославич — первый князь Тверской (1247—1272), Великий князь владимирский (1264—1272), князь новгородский (1255—1256,1266—1267). По другим источникам умер в 1271 году.
- 20 сентября — Мария де Монмирай, виконтесса Мо, шателен Камбре, дама де Монмирай, де Ла Ферте-Анку, де Ла-Ферте, де Конде, д’Уази и де Кревкёр.
- 22 сентября — Дитрих II фон Мейсен[нем.] — епископ Наумбурга (1243—1272)

## Октябрь
- 10 октября — Иоланда Бретонская — графиня де Пентьевр и графиня Пороэт (1237—1272) (на собственном праве), графиня-консорт Ангулема (1246—1250) и графиня-консорт де Ла Марш (1249—1250), как жена Гуго XI де Лузиньян
- 27 октября — Гуго IV (60) — герцог Бургундии (1218—1272), титулярный король Фессалоник (1266—1272).

## Ноябрь
- 8 ноября — Джерард д'Абвиль[фр.] — французский теолог.
- 10 ноября — Герман Алеманн, епископ и член Толедской переводческой школы.
- 14 ноября — Генрих I фон Монфорт[нем.] — епископ Кура (1251—1272)
- 16 ноября — Генрих III (65) — король Англии (1216—1272).
- 19 ноября — Давид Аугсбургский — немецкий монах-францисканец, проповедник и наставник новициев, мистик, духовный писатель.
- Бела Ростиславич — венгерский бан Мачвы (1262—1272), бан Боснии (1270—1272), убит в междоусобной борьбе.

## Декабрь
- 13 декабря — Бертольд Регенсбургский — немецкий народный проповедник

## Дата неизвестна или требует уточнения
- Аннибалдо Аннибальди[итал.] — итальянский католический теолог.
- Бартоломей Английский, английский энциклопедист.
- Вермонд де ла Бойссье[фр.] — епископ Нуайона (1250—1272)
- Гильом де Сант-Амор[англ.] — французский философ-схоласт.
- Гриффолино д’Ареццо, персонаж Божественной комедии Данте Алигьери.
- Джехан Бретел[англ.] — трувер
- Изабелла, шотландская аристократка, графиня Ментейт.
- Манассия V — граф Ретеля (1262—1272)
- Матье де Три — граф Даммартена (1259—1272)
- Раймонд II Амаури[фр.] — епископ Нима (1242—1272)
- Негубек-хан — правитель Чагатайского улуса (1271—1272).
- Урянхадай, монгольский военачальник, полководец великих ханов Угэдэя и Мунке.
- Фаццио[англ.] — святой римско-католической церкви.
- Фридрих I[англ.] — граф Изенбург-Коверн (1246—1272)
- Христофор Романьольский, Каорский — святой римско-католической церкви.